# Ben Alnwick
Benjamin Robert „Ben” Alnwick (Prudhoe, 1987. január 1. –) angol labdarúgókapus, jelenleg a Barnsley játékosa. Korábban angol U16-os és U18-as játékos is volt.

## Pályafutása

### Tottenham Hotspur
Két nappal a januári átigazolási időszak kezdete után Alnwick 900 000 fontért csatlakozott a Tottenham Hotspur-höz, míg Fülöp Márton 500 000 fontért a Sunderlandhez igazolt.
2007 szeptemberében a harmadosztályú Luton Town vette kölcsönbe három hónapra. Októberben hívta vissza a Tottenham Paul Robinson sérülése miatt. 2008. január 7-én a Leicester City-hez igazolt kölcsönbe a szezon végéig.
Alnwick január 12-én debütált a bajnokságban egy M69 derbin, a mérkőzésen nem kapott gólt, a Leicester 2–0-ra nyert a Walkers Stadionban. Nyolc bajnokin négyszer nem kapott gólt, majd megsérült, a Leicester pedig kiesett a Championshipből. 2008. október 16-án Alnwick a harmadosztályú Carlisle Unitedhez csatlakozott egy hónapra kölcsönbe, majd a Tottenham a kölcsönszerződés lejárta után visszahívta. Alnwick a Tottenhamben a Ligakupa elődöntőjének második mérkőzésén debütált a Burnley ellen, ami 3–2-es vereséggel végződött. Ennek ellenére a Tottenham 6–4-es összesítéssel továbbjutott.

### Válogatott
Alnwick első meghívóját az angol U21-es válogatottba a 2006. augusztus 15-i Moldova elleni mérkőzésre kapta. Ezután Stuart Pearce U21-es szövetségi kapitányként első mérkőzésének keretének tagja lett egy másik debütálásra váró kapus, Joe Hart mellett. A mérkőzésen, 2007. február 6-án Spanyolország ellen nem játszott.

## Magánélete
Van egy fiatalabb testvére, Jak Alnwick, aki szintén kapus, a Newcastle United játékosa.

## Külső hivatkozások
- Profilja a Tottenham Hotspur hivatalos oldalán
- Ben Alnwick pályafutásának statisztikái a Soccerbase oldalon (angolul)